# Coryphantha wohlschlageri
Coryphantha wohlschlageri là một loài thực vật có hoa trong họ Cactaceae. Loài này được Holzeis mô tả khoa học đầu tiên năm 1990.